# Río Varahi
El río Varají (en inglés, Varahi River) es un río que fluye por Kundapur y Gungulli en el estado de Karnataka, en el oeste de la India.
En su recorrido se une con el río Souparnika, el río Kedaka, el río Chakra y el río Kubja para finalmente desembocar en el mar de Omán.
- Datos: Q7915411